# 花異齒䲁
花異齒䲁（學名：Ecsenius pictus），又稱花無鬚䲁，為輻鰭魚綱鳚形目䲁科異齒䲁屬的一種，分布於中西太平洋菲律賓、印尼與所羅門群島海域，深度0至40公尺，本魚體延長，稍側扁，似圓柱狀；頭鈍短。前鼻孔具一鼻鬚；無眼上鬚及頸鬚，後犬齒，兩側各一個，側線無垂直孔對，體色紫色，身體上有白色至藍色的潦草和斑點水平線條，尾鰭基部有幾條垂直的黃色條紋，體長可達5公分，成魚主要出現在珊瑚和其他無脊椎動物豐富的外礁壁，通常成對出現而且時常棲息在大型海綿，以藻類為食，雌魚產附著性卵，雄魚有護卵行為，幼魚為浮游性，生活習性不明，可做為觀賞魚。